# Monte Rinaldo
Monte Rinaldo – miejscowość i gmina we Włoszech, w regionie Marche, w prowincji Fermo.
Według danych na styczeń 2009 gminę zamieszkiwało 411 osób przy gęstości zaludnienia 52,9 os./1 km².